# Magny-la-Ville
Magny-la-Ville est une commune française située dans le département de la Côte-d'Or en région Bourgogne-Franche-Comté.

## Géographie

### Climat
Pour des articles plus généraux, voir Climat de la Bourgogne-Franche-Comté et Climat de la Côte-d'Or.
En 2010, le climat de la commune est de type climat des marges montargnardes, selon une étude du Centre national de la recherche scientifique s'appuyant sur une série de données couvrant la période 1971-2000. En 2020, Météo-France publie une typologie des climats de la France métropolitaine dans laquelle la commune est exposée à un climat océanique altéré et est dans la région climatique  Lorraine, plateau de Langres, Morvan, caractérisée par un hiver rude (1,5 °C), des vents modérés et des brouillards fréquents en automne et hiver. 
Pour la période 1971-2000, la température annuelle moyenne est de 9,8 °C, avec une amplitude thermique annuelle de 16,3 °C. Le cumul annuel moyen de précipitations est de 893 mm, avec 12,5 jours de précipitations en janvier et 8,4 jours en juillet. Pour la période 1991-2020, la température moyenne annuelle observée sur la station météorologique de Météo-France la plus proche, « Semur En Auxois_sapc », sur la commune de Semur-en-Auxois à 7 km à vol d'oiseau, est de 11,2 °C et le cumul annuel moyen de précipitations est de 778,0 mm,. Pour l'avenir, les paramètres climatiques de la commune estimés pour 2050 selon différents scénarios d'émission de gaz à effet de serre sont consultables sur un site dédié publié par Météo-France en novembre 2022.

## Urbanisme

### Typologie
Au 1er janvier 2024, Magny-la-Ville est catégorisée commune rurale à habitat dispersé, selon la nouvelle grille communale de densité à 7 niveaux définie par l'Insee en 2022.
Elle est située hors unité urbaine. Par ailleurs la commune fait partie de l'aire d'attraction de Semur-en-Auxois, dont elle est une commune de la couronne,. Cette aire, qui regroupe 54 communes, est catégorisée dans les aires de moins de 50 000 habitants,.

### Occupation des sols
L'occupation des sols de la commune, telle qu'elle ressort de la base de données européenne d’occupation biophysique des sols Corine Land Cover (CLC), est marquée par l'importance des territoires agricoles (93,8 % en 2018), une proportion identique à celle de 1990 (93,8 %). La répartition détaillée en 2018 est la suivante : 
prairies (58,7 %), terres arables (29,5 %), zones agricoles hétérogènes (5,6 %), zones urbanisées (3,6 %), forêts (2,6 %). L'évolution de l’occupation des sols de la commune et de ses infrastructures peut être observée sur les différentes représentations cartographiques du territoire : la carte de Cassini (XVIIIe siècle), la carte d'état-major (1820-1866) et les cartes ou photos aériennes de l'IGN pour la période actuelle (1950 à aujourd'hui).

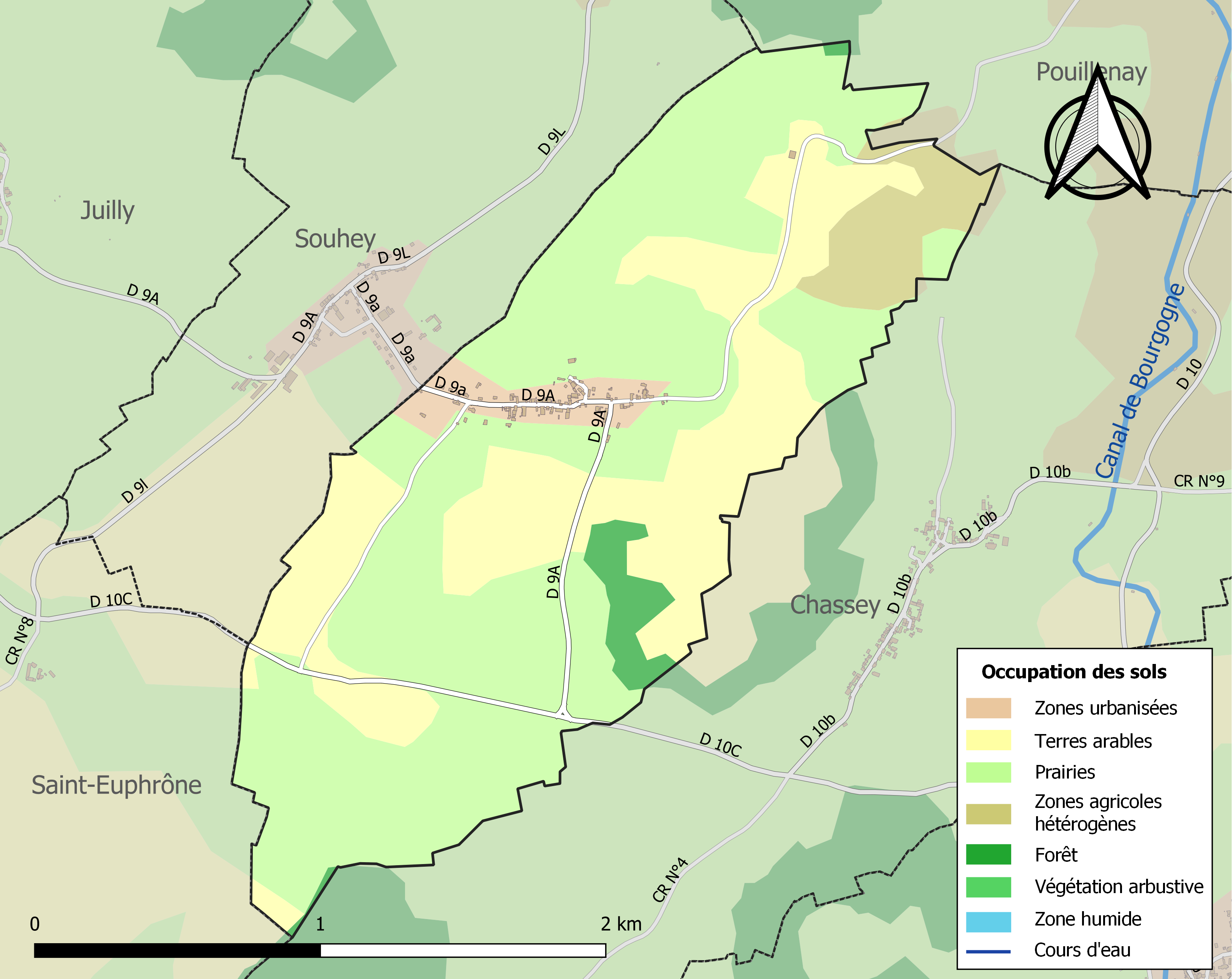
Carte des infrastructures et de l'occupation des sols de la commune en 2018 (CLC).

## Histoire
Le village est cité dès le XIIe siècle et dépendait de la baronnie de Guillemette de Sennevoy. Le grand calvaire au centre de la place de la mairie date du XVIe siècle.
La ferme à côté du cimetière, construite en 1803, était le petit séminaire déplacé depuis à Flavigny-sur-Ozerain. L'église accolée à celui-ci a été démolie et reconstruite (1862) en bas du pays pour "arranger" les habitants de Souhey avec lesquels cependant, il régnait une grande tension.
L'école (1865) fermée depuis une cinquantaine d'années est devenue une propriété privée.
Le château au-dessus de Magny (XVe siècle), est depuis des générations propriété de  la famille Blondel-Flory.[réf. nécessaire] Un autre château celui de la Tuilerie se trouve en bas du village et date du XIXe siècle.

## Politique et administration
| Période                                  | Période   | Identité      | Étiquette | Qualité |
| ---------------------------------------- | --------- | ------------- | --------- | ------- |
| mars 2001                                | mars 2014 | Eugène Gobled |           |         |
| mars 2014                                | En cours  | Carine Pernet |           |         |
| Les données manquantes sont à compléter. |           |               |           |         |

## Démographie
L'évolution du nombre d'habitants est connue à travers les recensements de la population effectués dans la commune depuis 1793. Pour les communes de moins de 10 000 habitants, une enquête de recensement portant sur toute la population est réalisée tous les cinq ans, les populations de référence des années intermédiaires étant quant à elles estimées par interpolation ou extrapolation. Pour la commune, le premier recensement exhaustif entrant dans le cadre du nouveau dispositif a été réalisé en 2007.

En 2022, la commune comptait 74 habitants, en évolution de −5,13 % par rapport à 2016 (Côte-d'Or : +0,82 %, France hors Mayotte : +2,11 %).
| 1793 | 1800 | 1806 | 1821 | 1831 | 1836 | 1841 | 1846 | 1851 |
| ---- | ---- | ---- | ---- | ---- | ---- | ---- | ---- | ---- |
| 326  | 172  | 201  | 161  | 161  | 186  | 188  | 175  | 169  |

| 1856 | 1861 | 1866 | 1872 | 1876 | 1881 | 1886 | 1891 | 1896 |
| ---- | ---- | ---- | ---- | ---- | ---- | ---- | ---- | ---- |
| 159  | 138  | 148  | 140  | 128  | 145  | 124  | 119  | 123  |

| 1901 | 1906 | 1911 | 1921 | 1926 | 1931 | 1936 | 1946 | 1954 |
| ---- | ---- | ---- | ---- | ---- | ---- | ---- | ---- | ---- |
| 117  | 112  | 105  | 100  | 72   | 77   | 80   | 65   | 83   |

| 1962 | 1968 | 1975 | 1982 | 1990 | 1999 | 2006 | 2007 | 2012 |
| ---- | ---- | ---- | ---- | ---- | ---- | ---- | ---- | ---- |
| 79   | 48   | 54   | 67   | 59   | 65   | 81   | 83   | 74   |

| 2017 | 2022 | - | - | - | - | - | - | - |
| ---- | ---- | - | - | - | - | - | - | - |
| 80   | 74   | - | - | - | - | - | - | - |

## Culture locale et patrimoine

### Sites et monuments
- L'église de la Nativité, construite en 1864 à l'ouest du chef-lieu entre Magny-la-ville et Souhey dessert ces 2 communes.
- Au centre de la place un grand calvaire est daté du XIVe siècle.
- A proximité, face au cimetière, un petit château du XIVe siècle est propriété de la famille Blondel-Flory.
- A l'ouest du chef-lieu, le long du ruisseau, le château de la Tuilerie, couvert d'ardoises, date du XIXe siècle. Construit par de proches parents de l'impératrice Eugénie , il est entouré d’un parc exceptionnel de 8 hectares dû à Georges Aumont, collaborateur de Jean-Pierre Barillet-Deschamps[17].

### Personnalités liées à la commune
- Maurice Blondel né à Dijon en 1861 a fréquemment séjourné au château familial. Professeur de philosophie à l'Université d'Aix-Marseille, il est l'auteur de nombreux essais philosophiques consacrés à la pensée, à l'être et à l'action.